# Rendita catastale
La rendita catastale è un valore che è attribuito ad ogni immobile, sia ai fabbricati che ai terreni. La rendita è quella media ordinaria che l'immobile è capace di produrre per sua natura, indipendentemente da quello che poi concretamente produce. 
L'articolo 23 del R.D. 13, aprile 1939, n.652 in materia di "Accertamento generale dei fabbricati urbani, rivalutazione del relativo reddito e formazione del nuovo catasto edilizio urbano", determina che la rendita catastale «costituisce la base per la determinazione, nei modi che saranno stabiliti per legge, del reddito imponibile soggetto alle imposte ed alle sovrimposte».

## Approfondimento
In Italia la rendita catastale è un valore fiscale che viene utilizzato per determinare:
1. il valore di un immobile ai fini dell'imposizione diretta e dell'imposta municipale propria (IMU);
2. il valore catastale ai fini dell'imposta sulle successioni e donazioni, delle imposte ipotecaria e catastale;
3. Il valore erariale di un bene e la sua redditività in termini erariali per determinare i valori di applicazione di una tassa o di un'imposta;
4. il valore del reddito fondiario. [3]

L'utilizzo della rendita catastale ha due conseguenze:  
1. l'art 23 comma 1° del T.U.I.R. afferma che il redditi fondiari partecipano a formare il reddito complessivo dei soggetti titolari di diritto di proprietà o diritto reale di godimento di un immobile per il periodo in cui vi è il possesso;
2. sono esclusi i redditi che non si possono ricondurre ad una classe catastale.[4]

È possibile conoscere una rendita catastale anche online accedendo al sito dell'Agenzia del Territorio e inserendo: 
1. codice fiscale;
2. provincia in cui si trova l'immobile;
3. identificativi catastali ad esempio sezione, foglio e mappale ovvero particella dell'immobile al Catasto dei terreni o al Catasto dei fabbricati.[2]

## Determinazione della rendita catastale
La rendita è determinata principalmente da due fattori:
1. la dimensione dell’immobile, espressa in vani catastali, metri cubi o metri quadri, a seconda della categoria catastale dell’immobile a cui si fa riferimento;
2. un coefficiente numerico, detto tariffa d'estimo, elaborato dall’Agenzia delle Entrate del Territorio, che varia in base:
  - alla zona in cui è situato l’immobile (comune e alla zona censuaria) e
  - alla tipologia o destinazione d’uso ordinaria, detta categoria o classe catastale dell'immobile.[2]

Per le unità immobiliari a destinazione d'uso speciale del Gruppo D e per quelle a destinazione d'uso particolare del Gruppo E, la determinazione della rendita catastale avviene per stima diretta effettuata dai competenti uffici dell'Agenzia delle Entrate che dal 1º dicembre 2012 ha incorporato l'Agenzia del Territorio (articolo 23-quater del D.L. n. 95/2012). 
I redditi fondiari sono determinati sulla base catastale e sulla base delle rendite catastali; la rendita si calcola applicando le tariffe d'estimo e le peculiarità del terreno, per esempio: tipologia di coltivazione. 
Ogni unità di fabbricato e terreno consente di individuare una rendita media-ordinaria, stabilita su più anni; per questa ragione è definita media e ordinaria, in quanto è uguale per tutti gli immobili con simili caratteristiche. L'eccezione a questa regola riguarda gli immobili ad uso destinazione speciale, per i quali si prevede una stima diretta del bene. 
L'iscrizione all'interno del catasto comporta determinate operazione tecniche tra cui: 
1. la determinazione delle tariffe d'estimo e del reddito imponibile medio ordinario: per i terreni si fa riferimento alle singole unità di misura, invece per i fabbricati alle unità di consistenza catastale e per le categorie catasti A,B e C mq e mc;
2. Il classamento all'interno delle categorie catastali: consiste nell'identificare nell'unità elementare del terreno nella qualità di coltura o nella classe produttiva; per i fabbricati nella categoria e classe di redditività;
3. determinazione di rendite fondiarie: le tariffe d'estimo sono assegnate ad ogni unità elementare e vengono moltiplicate per la superficie della particella nel caso dei terreni, nei fabbricati per la consistenza catastale in mq o mc.[3]

La Consistenza catastale rappresenta la grandezza di un immobile ed è espressa con unità di misura diverse a seconda della categoria di appartenenza:
- categoria A, viene calcolata in vani;
- categoria B, viene calcolata in metri cubi (m³);
- categoria C, viene calcolata in metri quadrati (m²).[2]

### Valore catastale
A seconda della destinazione d'uso degli immobili, il valore catastale (detto anche "rendita catastale rivalutata") si ottiene moltiplicando la rendita catastale per un coefficiente prestabilito che varia in relazione alla destinazione d'uso dell'immobile e alla categoria catastale di appartenenza.
Gli immobili di destinazione ordinaria sono suddivisi nei gruppi A, B, C:
- gruppo A: unità ad uso residenziale;
- gruppo B: immobili per usi collettivi;
- gruppo C: immobili di destinazione commerciale.[2]

Per gli immobili classificati nei gruppi catastali A, B, C (esclusi A10 e C1) il coefficiente moltiplicatore era 115,5 (se prima casa) e 126 (se seconda casa), mentre dal 2012 passa a 160 per tutti gli immobili ai fini del pagamento dell'IMU, in attesa di una rivalutazione degli estimi catastali, operazione che sarebbe molto più equa, in quanto attualmente case di nuova costruzione, a parità di metratura e del prestigio della zona in cui sorgono, hanno rendite catastali molto superiori (anche di 3 o 4 volte) rispetto a immobili costruiti 50 o 60 anni fa in quartieri che allora erano periferici o popolari, e quindi godevano di indici di stima più bassi, ma che ora hanno un valore pari o superiore a quelli di nuova costruzione.
Per gli immobili di categoria A10 e D il coefficiente moltiplicatore è 63. Per le categorie C1 ed E è invece 42,84.
I gruppi catastali determinano il prestigio e la qualità dell'immobile. Per determinare il gruppo di appartenenza si fa riferimento alla somma dei vani necessariamente utili.

### Gruppi di categorie catastali
Le categorie catastali sono divise in gruppi come stabilito dall'art 11 del R.D. 13, aprile 1939, n.652 in materia di "Accertamento generale dei fabbricati urbani, rivalutazione del relativo reddito e formaline del nuovo catasto edilizio urbano".
- Gruppo A - Abitazioni od assimilabili ad abitazioni (appartamenti, ville, uffici, baite ecc.)
- Gruppo B - Edifici con carattere sociale o comunitario (caserme, monasteri, uffici pubblici, ospedali, scuole, biblioteche)
- Gruppo C - Edifici finalizzati ad attività commerciali o varie (negozi, magazzini, laboratori, cantine)
- Gruppo D - Immobili a destinazione speciale (fabbriche, alberghi, banche, teatri, ospedali, impianti industriali, grandi negozi)
  - questo gruppo si presta a molteplici interpretazioni riguardo alla corretta determinazione della R.C.L.
- Gruppo E - Immobili a destinazione particolare (aeroporti, caserme, luoghi di culto)
- Gruppo F - Entità urbane (aree dismesse, ruderi, cantieri)

### Il concetto di ordinarietà
Per poter comprendere dalla sua formazione, la metodologia di stima utilizzata nel catasto italiano così come fondato, è necessario introdurre il concetto di ordinarietà.
Il concetto di ordinarietà è alla base di tutte le stime catastali. Non può infatti essere assoggettato a valutazione l'evento straordinario o l'accadimento temporalmente limitato, se è infatti vero che una più alta o bassa tassazione influisce sul valore immobiliare di un bene, è altrettanto vero che la sua temporaneità "tassazioni, patrimoniali od incentivi straordinari", non possano trovare significato nella ordinarietà del contesto.

## Procedura di attribuzione della rendita catastale
A seguito dell'iscrizione del fabbricato nel catasto, attraverso le tariffe d'estimo, l'amministrazione finanziaria determina la rendita del vano catastale riferibile alle categorie; questa classificazione consente di attribuire la rendita catastale all'immobile. 
Entro 30 giorni dal momento in cui una nuova costruzione diviene agibile in relazione alla destinazione d'uso prevista, il proprietario deve richiedere all'Agenzia del Territorio – affidando l'incarico anche a un tecnico e proponendone egli stesso l'importo – l'attribuzione della rendita catastale. Se la rendita attribuita è diversa da quella proposta, il contribuente ha diritto a ricorrere attraverso la rettifica effettuata dall'Agenzia del Territorio. Quest'ultima ha infatti l'obbligo di notificare la rettifica all'interessato entro un anno di tempo. Oltre questo periodo di tempo, la rendita proposta diventa definitiva.

## Rivalutazione della rendita catastale
La crescente inadeguatezza dello strumento della rendita catastale a fungere da base imponibile per la tassazione degli immobili ha determinato, nel tempo, "l'adeguamento" delle stesse (aumento del 5% dal 1997).
La rendita catastale può essere modificata, nel corso del tempo, in determinate situazioni: 
1. per i terreni quando vi è un passaggio permanente di coltivazione sia in termini di maggiore o minore produttività;
2. sempre per i terreni nel caso in cui vi sia modifica della produttività di questo dovuta a fattori climatico-ambientali, ad esempio incedi, siccità, allagamenti;
3. per i fabbricati nel momento in cui vi è una riduzione del 50% del reddito lordo percepibile rispetto alla rendita catastale.

in tutti questi casi ci deve essere da parte del contribuente una segnalazione all'Agenzia delle Entrate e la relativa domanda per la rivalutazione della rendita catastale. 

## Redditi fondiari
I redditi fondiari a cui si applica la rendita catastale si suddividono in due categorie, dei terreni e dei fabbricati, quello dei terreni è a sua volta suddiviso in due sotto categorie: 
1. dominicali: la rendita riguarda il prodotto lordo derivante dalla natura del fondo e dai capitali investiti, anche senza coltivare il fondo o quelli derivanti dall'affitto di questo;
2. agrari: è il reddito che consegue l'imprenditore agricolo, che coltivando il fondo con attività agricole anche senza possederlo;
3. fabbricati: reddito che produce un'unità immobiliare urbana, ovvero costruzioni o porzioni di esse comprese le pertinenze. [8]

I soggetti che sono tenuti a dichiarare la rendita catastale relativa all'immobile ai fini della determinazione del reddito fondiario sono chi possiede il fondo sia a titolo di proprietà sia a titolo di diritto reale di godimento. 

## Giurisprudenza
La Corte costituzionale approva il criterio catastale per la determinazione del reddito dominicale e agrario, lo conferma con la sentenza n.16 del 31 marzo 1965, affermando che la delimitazione del presupposto dell'imposta è il possesso di un bene reputato produttivo, ovvero la potenzialità del produrre un reddito economico del bene piuttosto del reale ricavo ottenuto da questo. 

## ICI e IMU
Prima l'ICI e poi l'IMU sono l'imposta comunale sul reddito immobiliare. 

### ICI
Imposta comunale sugli immobili (ICI) è introdotta nel 1992 con il D.lgs. n.504. La base imponibile di questa imposta è individuabile nel valore dell'immobile. Nel 2008 con la legge n.126 viene esclusa dall'imposta l'abitazione principale del soggetto passivo. 

### IMU
Imposta municipale unica (IMU), viene introdotta del 2012 con l'art. 13 del D. L. n. 201 del 2011, convertito dalla legge 22 dicembre 2011, n. 214. Dal 2014 al 2019 il testo normativo di riferimento è la legge n. 147 del 2013; inoltre, questa imposta è individuata nella categoria dell'imposta unica comunale (IUC), insieme alla TARI e alla TASI. Con la legge n. 160 del 2019  viene abolita la IUC e l'IMU viene disciplinata da questa nuova legge insieme all'altra imposta che rimane in vigore, la TARI:  Sono ad oggetto di questa imposta: i fabbricati, le aree fabbricabili e i terreni agricoli; si esclude dall'imposta l'abitazione principale, tranne gli immobili classificati nel gruppo A/1, A/8 e A/9, ma sono incluse le pertinenze di questa.
Questa imposta è indirizzata a vari soggetti: 
- proprietario dell'immobile;
- titolare di diritti reali sull'immobile come: uso, usufrutto, abitazione, enfiteusi;
- locatario dell'immobile. [11]

Per la determinazione della base imponibile dell'IMU si utilizza la rendita catastale, poiché ad essa si può ricondurre la redditività dell'immobile 
In Italia la rendita catastale è un valore fiscale che viene utilizzato per determinare:
1. il valore di un immobile ai fini dell'imposizione diretta e dell'imposta municipale propria (IMU);
2. il valore catastale ai fini dell'imposta sulle successioni e donazioni, delle imposte ipotecaria e catastale.
3. Il valore erariale di un bene, e la sua redditività in termini erariali per determinare i valori di applicazione di una tassa o di un'imposta.

Dall'articolo 23 del Regio decreto-legge 13 aprile 1939, n. 652, la rendita catastale «costituisce la base per la determinazione, nei modi che saranno stabiliti per legge, del reddito imponibile soggetto alle imposte ed alle sovrimposte».
La rendita catastale è quindi sostanzialmente il valore attribuito, con finalità fiscali, a tutti gli immobili in grado di produrre o generare reddito.

## Determinazione della rendita catastale
La rendita catastale detta Rendita Catastale Lorda (R.C.L.) di un'unità immobiliare urbana (per urbana si intende "non direttamente appartenente al catasto terreni e alla data del 31 dicembre 2014") riguarda sostanzialmente ogni corpo edificato anche se facente parte di complessi agrari o complessi rurali. 
La rendita è determinata principalmente da tre fattori:
1. la dimensione dell’immobile, espressa in vani catastali, metri cubi o metri quadri, a seconda della categoria catastale dell’immobile a cui si fa riferimento;
2. un coefficiente numerico, detto tariffa d'estimo, elaborato dall’Agenzia delle Entrate del Territorio, che varia in base
  1. alla zona in cui è situato l’immobile (comune e alla zona censuaria) e
  2. alla tipologia o destinazione d’uso ordinaria, detta categoria o classe catastale dell'immobile

Per le unità immobiliari a destinazione d'uso speciale del Gruppo D e per quelle a destinazione d'uso particolare del Gruppo E, la determinazione della rendita catastale avviene per stima diretta effettuata dai competenti uffici dell'Agenzia delle Entrate che dal 1º dicembre 2012 ha incorporato l'Agenzia del Territorio (articolo 23-quater del D.L. n. 95/2012).
È possibile conoscere una rendita catastale anche online accedendo al sito dell'Agenzia del Territorio e inserendo:
1. codice fiscale
2. provincia in cui si trova l'immobile
3. identificativi catastali ad esempio sezione, foglio e mappale ovvero particella dell'immobile al Catasto dei terreni o al Catasto dei fabbricati.[13]

### Gruppi di categorie catastali
Le categorie catastali sono divise in gruppi.
- Gruppo A - Abitazioni od assimilabili ad abitazioni (appartamenti, ville, uffici, baite ecc.)
- Gruppo B - Edifici con carattere sociale o comunitario (caserme, monasteri, uffici pubblici, ospedali, scuole, biblioteche)
- Gruppo C - Edifici finalizzati ad attività commerciali o varie (negozi, magazzini, laboratori, cantine)
- Gruppo D - Immobili a destinazione speciale (fabbriche, alberghi, banche, teatri, ospedali, impianti industriali, grandi negozi)
  - questo gruppo si presta a molteplici interpretazioni riguardo alla corretta determinazione della R.C.L.
- Gruppo E - Immobili a destinazione particolare (aeroporti, caserme, luoghi di culto)
- Gruppo F - Entità urbane (aree dismesse, ruderi, cantieri)

### Il concetto di ordinarietà
Per poter comprendere dalla sua formazione, la metodologia di stima utilizzata nel catasto italiano così come fondato, è necessario introdurre il concetto di ordinarietà.
Questo concetto è difficile da comprendere se non in ottica estimativa pura, così come concepita dai padri dell'estimo italiano, famosi trattisti, ultimi dei quali il Sen Prof. Medici. L'ordinarietà catastale è un concetto che si può esemplificare come segue: "È da considerarsi ordinario tutto ciò che non può considerarsi nel contesto in analisi come straordinario e sempre che sia ripetibile con assoluta certezza, riproponibile nel tempo, e non influenzabile da contesti politici o macroeconomici di specie ciclica inferiore ai 30 anni"
Il concetto di ordinarietà è alla base di tutte le stime catastali. Non può infatti essere assoggettato a valutazione l'evento straordinario o l'accadimento temporalmente limitato, se è infatti vero che una più alta o bassa tassazione influisce sul valore immobiliare di un bene,è altrettanto vero che la sua temporaneità "tassazioni, patrimoniali od incentivi straordinari", non possano trovare significato nella ordinarietà del contesto.

## Procedura di attribuzione della rendita catastale
Entro 30 giorni dal momento in cui una nuova costruzione diviene agibile in relazione alla destinazione d'uso prevista, il proprietario deve richiedere all'Agenzia del Territorio – affidando l'incarico anche a un tecnico e proponendone egli stesso l'importo – l'attribuzione della rendita catastale. 
Se la rendita attribuita è diversa da quella proposta, il contribuente ha diritto a ricorrere attraverso la rettifica effettuata dall'Agenzia del Territorio. Quest'ultima ha infatti l'obbligo di notificare la rettifica all'interessato entro un anno di tempo. Oltre questo periodo di tempo, la rendita proposta diventa definitiva.

## Rivalutazione della rendita catastale
La crescente inadeguatezza dello strumento della rendita catastale a fungere da base imponibile per la tassazione degli immobili ha determinato, nel tempo, "l'adeguamento" delle stesse (aumento del 5% dal 1997).
I provvedimenti di rivalutazione della rendita catastale interessano i fabbricati che hanno subito delle modifiche sostanziali non dichiarate al catasto o gli immobili mai dichiarati al catasto o immobili che hanno avuto un cambio di destinazione d'uso infine anche fabbricati rurali che hanno perso tale condizione di ruralità.
Quindi, ad esempio, per il calcolo del valore catastale ai fini dell’imposta di registro, o per l’IMU, si utilizza attualmente la rendita rivalutata del 5% e la si moltiplica per i relativi coefficienti.
Nonostante si parli da tempo di una possibile riforma catastale, questa non è ancora stata ufficializzata e proseguono attualmente le attività per l’accatastamento delle unità immobiliari negli archivi catastali e la determinazione e accertamento delle relative rendite catastali.

## Valore catastale
La rendita catastale è utilizzata per la determinazione del valore catastale degli immobili come base imponibile per il pagamento delle imposte. Infatti, a seconda della destinazione d'uso degli immobili, il valore catastale (detto anche "rendita catastale rivalutata") si ottiene moltiplicando la rendita catastale per un coefficiente prestabilito che varia in relazione alla destinazione d'uso dell'immobile e alla categoria catastale di appartenenza. 
Gli immobili di destinazione ordinaria sono suddivisi nei gruppi A, B, C:
- gruppo A: unità ad uso residenziale;
- gruppo B: immobili per usi collettivi;
- gruppo C: immobili di destinazione commerciale.

Per gli immobili classificati nei gruppi catastali A, B, C (esclusi A10 e C1) il coefficiente moltiplicatore era 115,5 (se prima casa) e 126 (se seconda casa), mentre dal 2012 passa a 160 per tutti gli immobili ai fini del pagamento dell'IMU, in attesa di una rivalutazione degli estimi catastali, operazione che sarebbe molto più equa, in quanto attualmente case di nuova costruzione, a parità di metratura e del prestigio della zona in cui sorgono, hanno rendite catastali molto superiori (anche di 3 o 4 volte) rispetto a immobili costruiti 50 o 60 anni fa in quartieri che allora erano periferici o popolari, e quindi godevano di indici di stima più bassi, ma che ora hanno un valore pari o superiore a quelli di nuova costruzione.
Per gli immobili di categoria A10 e D il coefficiente moltiplicatore è 63. Per le categorie C1 ed E è invece 42,84. 
I gruppi catastali determinano il prestigio e la qualità dell'immobile. Per determinare il gruppo di appartenenza si fa riferimento alla somma dei vani necessariamente utili.

## Classe catastale
Esiste un altro parametro che viene utilizzato ai fini di determinare la rendita catastale ed è la cosiddetta "classe catastale".
Tale valore serve a differenziare ulteriormente gli immobili appartenenti allo stesso gruppo catastale in quanto tiene conto della rifinitura, dell'ampiezza dei vani e della dotazione di servizi.

## Consistenza
La Consistenza catastale è un altro parametro utilizzato nella determinazione della "Rendita catastale".
Essa rappresenta la grandezza di un immobile ed è espressa con unità di misura diverse a seconda della categoria di appartenenza:
- categoria A, viene calcolata in vani;
- categoria B, viene calcolata in metri cubi (m³)
- categoria C, viene calcolata in metri quadrati (m²)

## ICI e IMU
In passato per calcolare la rendita catastale si faceva riferimento all'imposta comunale sugli immobili (ICI), introdotta in Italia nel 1992 con il D. Lgs. n. 504/1992. 
In seguito con il D. Lgs. n. 23/2011 è stata introdotta l'imposta municipale sugli immobili (IMU), con intento di applicazione dal 2014 e poi anticipata al 2012 dal decreto Monti. Essa si applica sul possesso degli immobili, inclusa l'abitazione principale.